# Бурбон-Конде, Анна Женевьева де
А́нна Женевье́ва де Бурбо́н-Конде́, герцогиня де Лонгвиль (фр. Anne Geneviève de Bourbon-Condé; 28 августа 1619[…], Венсенский замок — 5 апреля 1679, Париж) — главная вдохновительница Фронды, дочь Генриха II де Конде, сестра Великого Конде и принца де Конти. Супруга Генриха II де Лонгвиля и любовница Ларошфуко. Помимо выдающейся роли в событиях Фронды, герцогиня Лонгвиль знаменита бурными любовными похождениями и обращением на склоне жизни к янсенизму.

## Биография

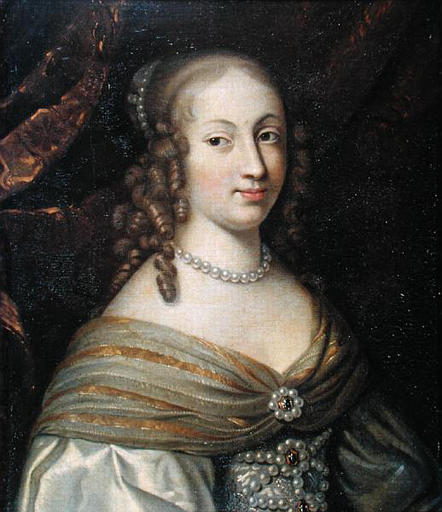
Портрет в Шантийи

Анна Женевьева увидела свет в Венсенском замке, куда её родители — принц Конде и Шарлотта де Монморанси — были заточены за противодействие всесильному Кончини. Она получила строгое образование в парижском монастыре кармелиток, в который вернулась на склоне жизни. В 1642 году её выдали за вдового герцога Лонгвиля, который был в два раза её старше. С супругом Анна Женевьева не ладила, а с его дочерью от первого брака, Марией де Немур, открыто враждовала.
После смерти Людовика XIII её отец возглавил регентский совет, а брат покрыл себя славой при Рокруа. С 1646 года Анна Женевьева состояла в любовной связи с принцем де Марсийяком, который использовал её связи для продвижения собственной карьеры. От Марсийяка у неё родился сын, Шарль-Пари, который, будучи признан герцогом Лонгвилем за собственного, вёл ветреную жизнь, претендовал на польский престол и погиб в 1673 году при переправе через Рейн.
Когда началась Фронда, герцогиня Лонгвиль стала во главе недовольных (1649 год) и привлекла на свою сторону мужа, любовника и младшего брата. Во время трёхмесячной осады столицы она имела громадное влияние на противников двора. Когда вожди восстания были арестованы в Париже в январе 1650 года, она спаслась бегством в Стенэ, главную квартиру Тюренна, которого склонила на сторону Фронды. Она издала манифест против двора, вступила в переговоры с Испанией и другими иностранными дворами о присылке вспомогательных войск; когда арестованные вожди были освобождены, она вернулась в Париж. При возобновлении борьбы между Конде и двором, она бежала в Бордо в сопровождении герцога Немурского. Сотрудничала с радикальным плебейским движением Ормэ.
Открытая связь с герцогом оскорбила не только супруга Анны, но и дала Марсийяку предлог для того, чтобы порвать отношения с опальной принцессой. Утомлённая и разочарованная, она покорилась в 1653 году и с тех пор жила в уединении, преимущественно в Нормандии, занимаясь благотворительностью и поддерживая янсенистов. Известны её письма к папе римскому в защиту янсенизма. Притчей во языцех стала её внутрисемейная борьба с падчерицей, Марией Немурской, за то, чтобы передать невшательское наследство Лонгвилей в дом Конде-Конти. Её единственный законнорожденный сын унаследовал её набожность и стал иезуитом.

## Образ в кино
- Дениза Лего — Vingt ans après (Франция; 1922) режиссёр Анри Диаман-Берже.
- Мишель Лорак — Луи, король-дитя[фр.], Франция, 1993 год.
- Одри Флёро — «Королева и кардинал», Франция, 2009 год.

## В литературе
- Мадлен де Скюдери посвятила герцогине де Лонгвиль популярный в то время роман «Клелия».
- Герцогиня Лонгвиль фигурирует в романе Александра Дюма «Двадцать лет спустя» в качестве любовницы Арамиса.
- Герцогиня де Лонгвиль является главным действующим лицом дилогии Жюльетты Бенцони «Война герцогинь» — «Дочь последнего дуэлянта» и «Принцесса вандалов».